# Едит Брук
Едит Брук (енгл. Edith Bruck; Тисаберзел, 3. мај 1931)  је мађарска књижевница, редитељка и једна од оних који су преживели Холокауст. Већи део живота провела је у Италији и пише на италијанском. 

## Младост
Ћерка сиромашних јеврејских родитеља, рођена је као Едит Штајншрајбер у селу Тисаберзел близу украјинске границе. Године 1944, са родитељима, два брата и једном сестром, послата је у Аушвиц, где јој је умрла мајка. Породица је пребачена у Дахау, где јој је умро отац, затим у Грос-Розен и на крају у Берген-Белзен, где су осталу децу ослободили савезници 1945. У концентрационим логорима јој је умро и брат. Вратила се у Мађарску, а затим отишла у Чехословачку, где је живела још једна сестра са породицом. 

## Каријера
Године 1959. објавила је своју аутобиографију Chi ti ama così, касније преведену као Ко те воли овако (2001). 
Године 1971. написала је свој први комад, Sulla porta. Брук је била оснивач Театра дела Мадалена у Риму. Од 1970-их до 1990-их радила је за РАИ као редитељ и сценариста. 
Превела је на италијански језик дела мађарских песника Атиле Јозефа и Миклоша Раднотија.  Њена дела су превођена на друге језике, укључујући мађарски, дански, холандски, енглески и немачки. 

## Лични живот
Када је имала 16 година, удала се за Милана Груна и преселила се у Израел ; пар се развео следеће године. Затим се удала за Денија Рота, али је и тај брак завршио разводом. Затим се удала за познаника по имену Брук да би одложила обавезну војну службу; развела се од њега са 20 година, али је задржала његово презиме. Године 1954. Брук се преселила у Рим и касније се удала за италијанског писца и режисера Нела Ризија. 

## Дела
Избор:
- Chi ti ama così, роман (1959).
- Andremo in città, кратке приче (1962), насловна прича адаптирана као филм из 1966.
- Due stanze vuote, приповетке (1974), финалиста Стреге награде [4]
- Per il tuo bene, комад (1975).
- Mio splendido disastro, роман (1979).
- Lettera alla madre, епистоларни роман, (1988), освојио је награду Rapallo Carige Prize [4]
- Nuda proprietà (1993), финалиста Стрега награде [4]
- Il silenzio degli amanti, роман (1997).
- L’amore offeso, роман (2002).
- Quante stelle c’è nel cielo, роман (2009), освојио је награду Viareggio, адаптиран за филм као Анита Б.

## Филмографија
Избор:
- Improvviso, режисер (1979).
- Quale Sardegna? , режисер (1983).
- Fotografando Patrizia, писац (1984).
- Altare per la madre, режисер (1986).
- Per odio per amore, писац (1991).